# Animal-symbole dans le Proche-Orient ancien

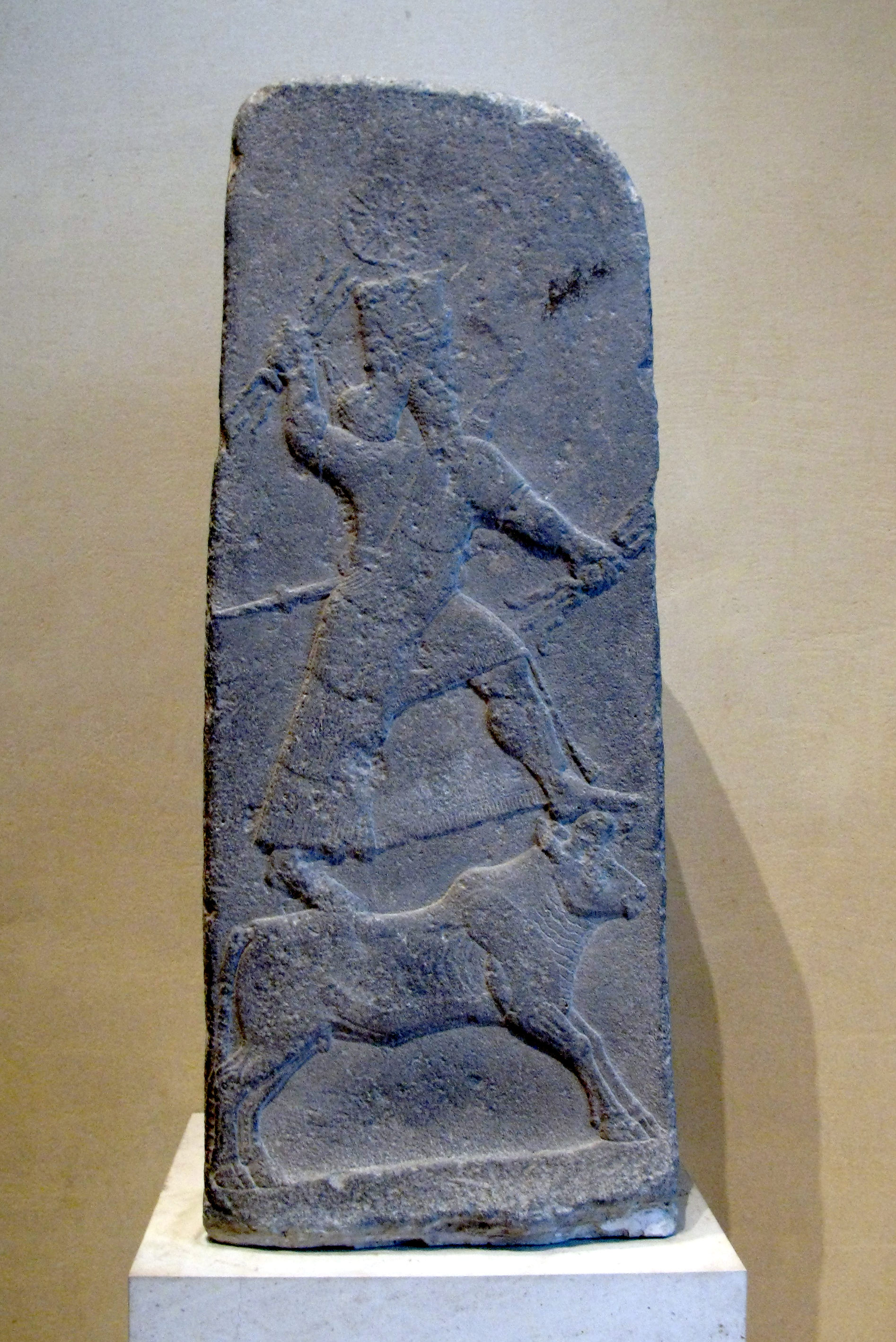
Le dieu de l'Orage Adad sur son animal-attribut, le taureau, Arslan Tash,

Parmi les divers symboles qui pouvaient être attribués à une divinité de la Mésopotamie, et du Proche-Orient ancien en général, se trouvaient souvent des animaux, réels ou mythologiques. Souvent les représentations artistiques de ces animaux pouvaient à eux seuls symboliser la divinité.

## Fonction des animaux-symboles
Selon Dominique Collon, on peut retrouver trois types d'animaux-attributs de divinités dans le Proche-Orient ancien, en fonction de ce qu'ils représentent par rapport à la divinité :
- Ceux qui symbolisent un aspect ou un caractère de la divinité ; par exemple le lion représente l'aspect guerrier d'Ishtar, ou le taureau représente le rôle fertilisateur des dieux de l'Orage.
- Ceux qui symbolisent les forces néfastes vaincues par la divinité ; par exemple le serpent, représentation des forces du chaos (pour Ninurta, ou Marduk).
- Ceux qui représentent le peuple de la divinité ou sa région d'origine ; par exemple la gazelle du dieu Amurru, symbolisant les peuples de la steppe.

Il faut cependant constater que les raisons pour lesquelles un animal est attribué à une divinité sont souvent mal comprises.

## Exemples d'animaux-symboles

### Taureau
Il est l'animal-symbole des divinités de l'Orage : Ishkur, Adad, Addu, Teshub, Baal. 
Celles-ci étaient en fait des divinités des éléments météorologiques, et de fait des divinités fertilisatrices, fonction par excellence du taureau dans la symbolique du Proche-Orient ancien, depuis le Néolithique.

### Le dragon-serpent (mušhuššu)

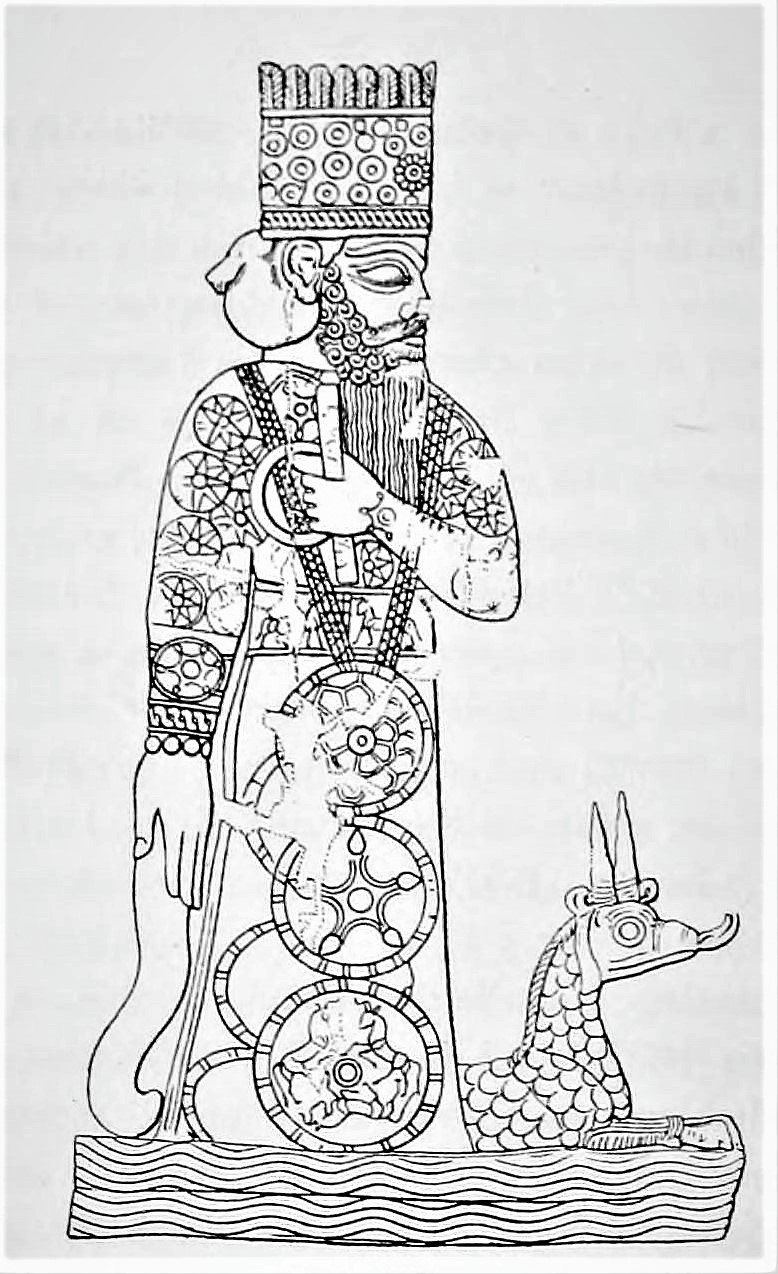
Le dieu Marduk et son dragon-serpent

Le mušhuššu, ou dragon-serpent, est à l'origine l'animal-symbole du dieu Ninazu, divinité principale d'Eshnunna. Quand il se fait supplanter dans cette ville par Tishpak au début du IIe millénaire av. J.-C., celui-ci lui reprend son animal-symbole. Puis il semble que ce soit quand cette ville se fait battre par Babylone que le dieu de cette dernière, Marduk, reprenne cet animal pour symbole. C'est à lui, qui devient par la suite la divinité principale du panthéon mésopotamien, que le mušhuššu doit son succès ultérieur. Il est également repris par Nabû, fils de Marduk, comme symbole.
Le mušhuššu est un génie protecteur.

### Lion

Représentation d'un lion sur la Porte d'Ishtar de Babylone

Le lion est l'animal-symbole de la grande déesse mésopotamienne Inanna/Ishtar. Les déesses Mullissu et Hebat le reprend par la suite. Le lion est également associé à Nergal, dieu des Enfers.

### Taureau céleste
C'est l'animal-symbole de An/Anu.

### Poisson-chèvre (sukhurmashu)
Le poisson-chèvre (capricorne) est l'animal-symbole du dieu Enki/Ea. 
Il renvoie au monde aquatique, Enki étant le dieu de l'Apsû, l'Abîme, où se trouvent les Eaux primordiales.

### Chien

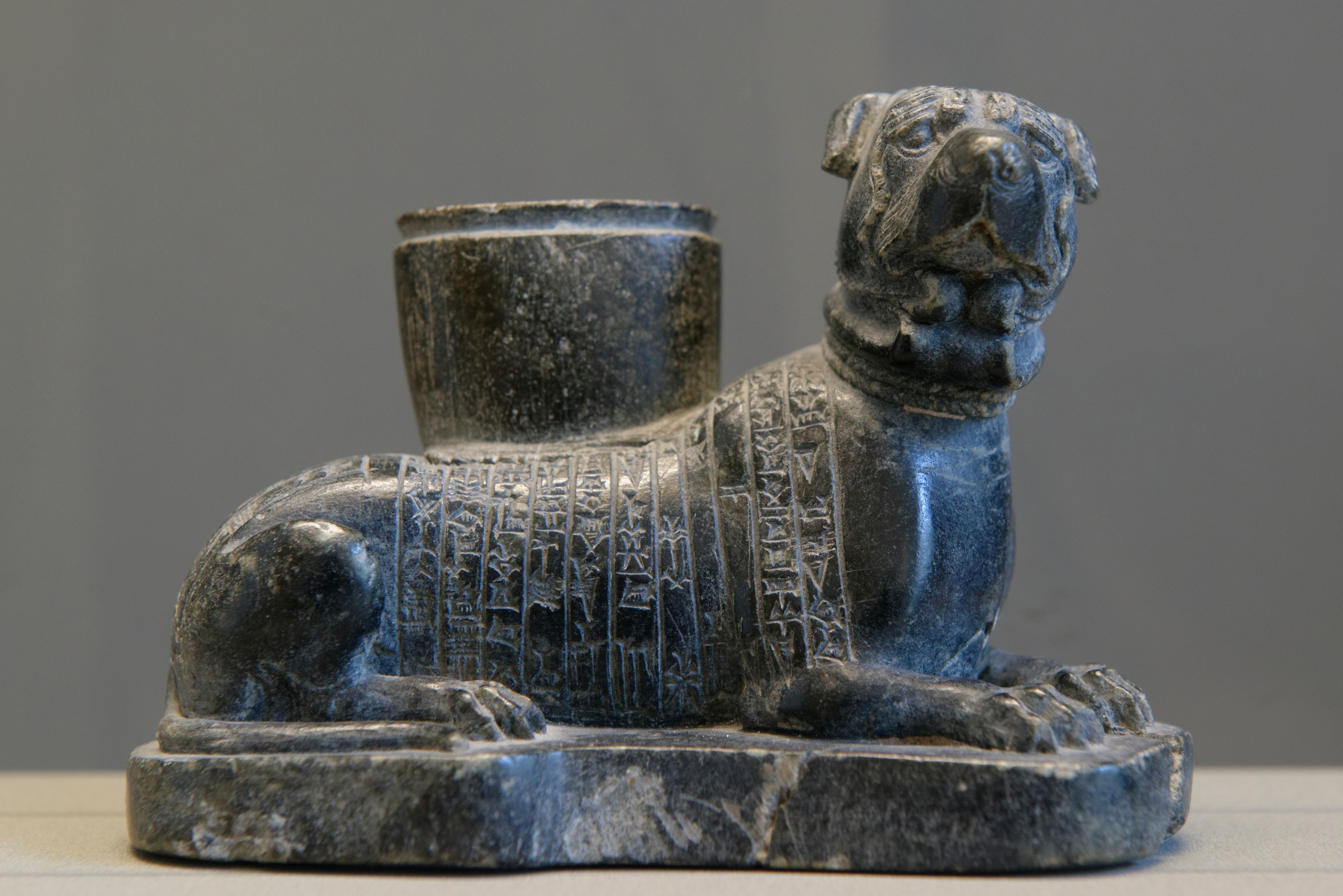
Statuette votive d'un chien, animal de Gula

Le chien est l'animal-symbole de la déesse de la guérison, Gula. C'est sans doute le cas où la divinité est le plus fréquemment associée à un animal, toujours représenté en train d'accompagner sa maîtresse.
Le chien en tant qu'animal-symbole de Gula a une fonction guérisseuse. De nombreuses figurines de chiens ont été retrouvées en Babylonie, qui avaient pour fonction d'aider les malades à guérir.

### Cerf

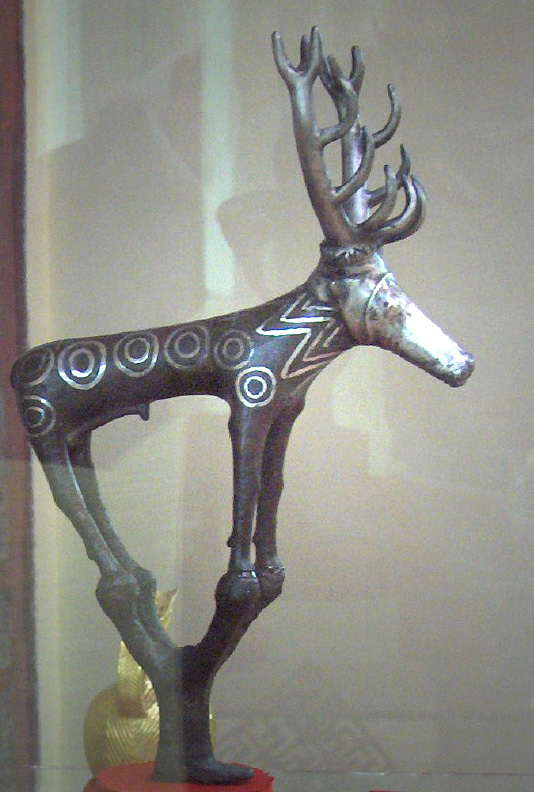
Statuette en bronze d'un cerf, Alacahöyük, fin du IIIe millénaire.

Avec le lion et le taureau, le cerf est le principal animal de la religion anatolienne du IIe millénaire av. J.-C. Dans les textes hittites, il est présenté comme l'attribut des divintités protectrices de la nature, LAMMA.